# Marder II

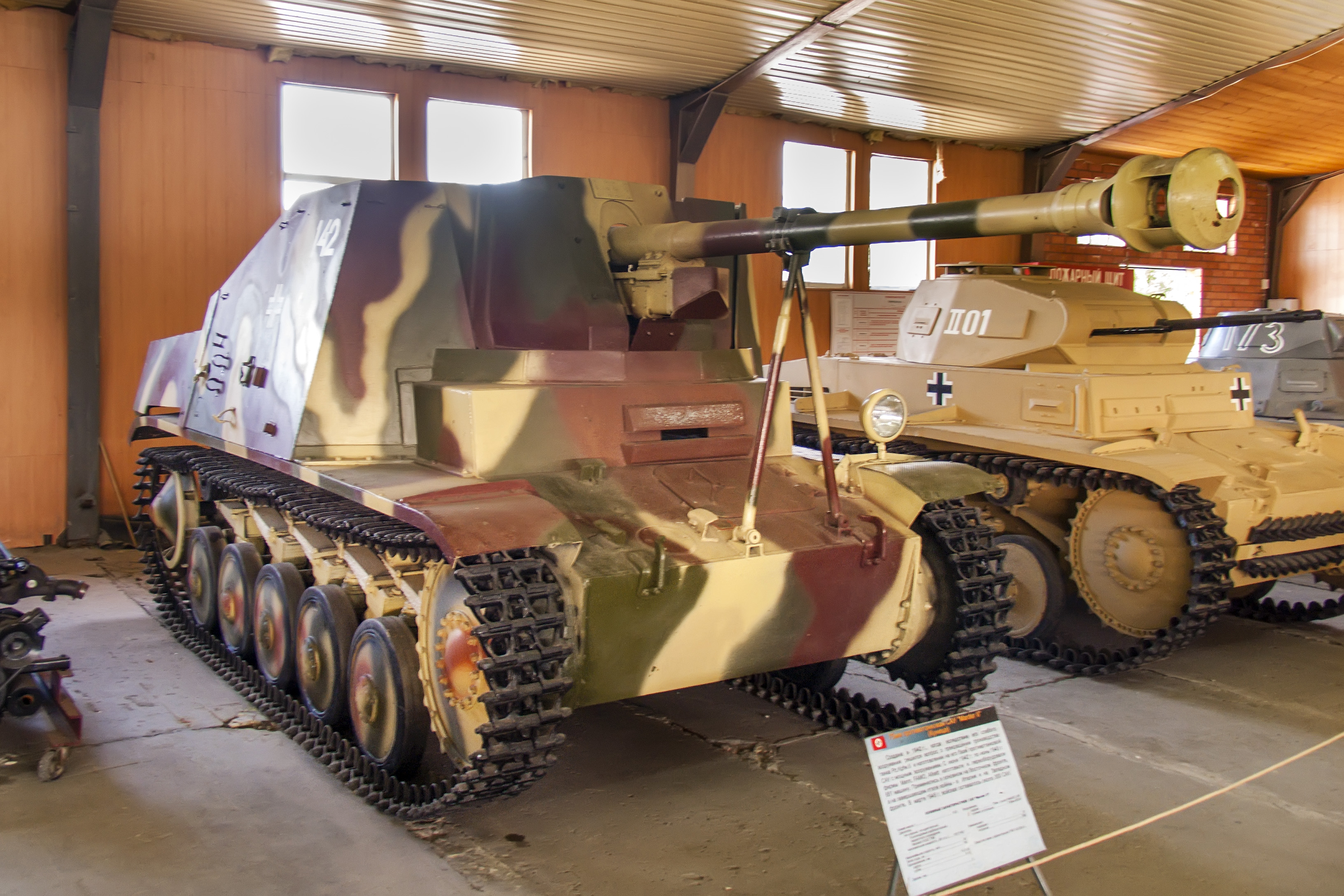
Marder II в Бронетанковом музее в Кубинке.

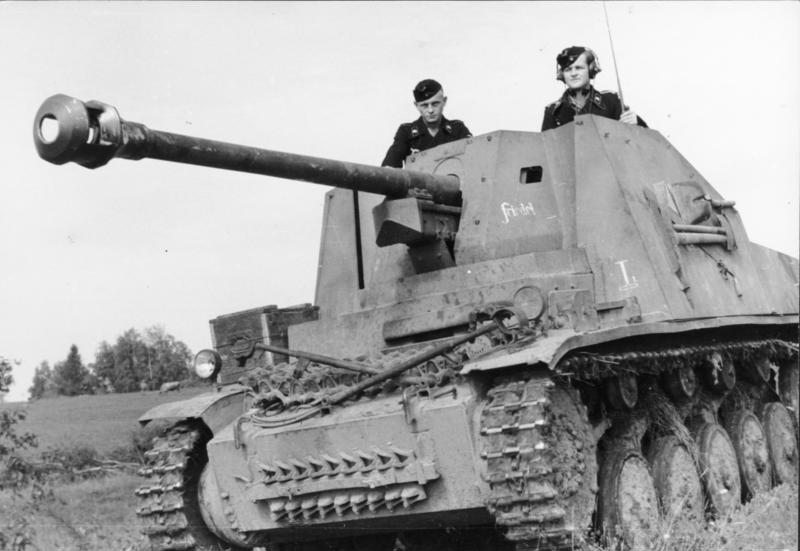
Историческое фото.

Marder II (нем. Marder — «Куница II») — германская лёгкая противотанковая самоходная артиллерийская установка (ПТСАУ), периода Второй мировой войны, активно использовавшаяся на всех фронтах, большинство из них применялось на Восточном фронте. 
ПТСАУ представляла собой самоходное противотанковое орудие с открытой сзади рубкой, установленной на шасси лёгкого танка PzKpfw II. Орудие было либо немецкое 7,5 cm Pak 40/2 калибром 7,5 см, либо 7,62 cm Pak 36 (Pz Sf) — доработанная советская трофейная 76-мм дивизионная пушка образца 1936 года (Ф-22). Названия боевых машин менялись много раз. Но только с ноября 1943 года стал использоваться индекс Marder II.

## Варианты
- 7,5 cm PaK.40/2 auf Fahrgestell Pz.Kpfw.II (Sf), Sd.Kfz.131 (Marder II)

— неподвижная открытая рубка расположенная в середине с пушкой 7,5 cm Pak.40/2 и 7,9-мм пулеметом MG.34 на шасси легкого танка Pz.Kpfw.II Ausf.с\A\B\C\F.
- 7,62 cm PaK (r) auf Fahrgestell Pz.Kpfw.II (Sf), Sd.Kfz.132 (Marder II)

— неподвижная открытая рубка с пушкой 7,62 cm Pak.36 (Pz Sf) и 7,9-мм пулеметом MG.34 на шасси легкого танка Pz.Kpfw.II Ausf.D\E.
- 5 cm PaK.38 auf Fahrgestell Pz.Kpfw.II Ausf.с-F (Sf), Sd.Kfz.131 (Marder II)

— неподвижная открытая рубка расположенная в середине с пушкой 5 cm Pak.38 и 7,9-мм пулеметом MG.34 на шасси легкого танка Pz.Kpfw.II разных серий.

## Производство[1]
Прототип машины, получивший название Pz.Kpfw.II als Sfl. mit 7,5 cm Pak 40, был построен на Alkett в июне 1942 года. Однако серийное производство было перенесено на заводы, которые выпускали линейные Pz.Kpfw.II.
| Год                                           | 1     | 2     | 3     | 4     | 5     | 6     | 7     | 8     | 9     | 10    | 11    | 12    | Всего |
| --------------------------------------------- | ----- | ----- | ----- | ----- | ----- | ----- | ----- | ----- | ----- | ----- | ----- | ----- | ----- |
| Произведено на FAMO и Ursus                   |       |       |       |       |       |       |       |       |       |       |       |       |       |
| 1942                                          |       |       |       |       |       |       | 18    | 50    | 55    | 59    | 62    | 83    | 327   |
| 1943                                          | 80    | 45    |       |       | 46    | 33    |       |       |       |       |       |       | 204   |
| Всего                                         | Всего | Всего | Всего | Всего | Всего | Всего | Всего | Всего | Всего | Всего | Всего | Всего | 531   |
| Переделано из ремонтных танков на MAN и Škoda |       |       |       |       |       |       |       |       |       |       |       |       |       |
| 1943                                          | 10    | 15    |       | 12    | 14    | 12    | 12    | 3     | 22    | 13    | 10    | 5     | 128   |
| 1944                                          | 2     |       |       |       |       |       |       |       |       |       |       |       | 2     |
| Всего                                         | Всего | Всего | Всего | Всего | Всего | Всего | Всего | Всего | Всего | Всего | Всего | Всего | 130   |

Всего было изготовлено 533 машины, из них два шасси было использовано для опытных работ. Фирма Ursus сдала 330 установок (№№ 28490 — 28819), FAMO — 203 (№№ 28840 — 29004, 29401 — 29438).
Помимо серийного производства, с января 1943 по январь 1944 в эти САУ были переделаны 130 Pz.Kpfw.II Ausf.c-C и Ausf.F. Таким образом было изготовлено на заводах FAMO и Ursus и переделано из линейных танков на MAN и Škoda более 660 7.5 cm Pak 40/2 auf Sfl.II.
| Год                                      | 4     | 5     | 6     | 7     | 8     | 9     | 10    | Всего |
| ---------------------------------------- | ----- | ----- | ----- | ----- | ----- | ----- | ----- | ----- |
| Произведено                              |       |       |       |       |       |       |       |       |
| 1942                                     | 60    | 90    |       |       |       |       |       | 150   |
| Переделано из ремонтных Pz.Kpfw.II(Flam) |       |       |       |       |       |       |       |       |
| 1942                                     |       |       | 13    | 9     |       | 15    | 7     | 44    |
| 1943                                     |       | 4     | 4     |       |       |       |       | 8     |
| Всего                                    | Всего | Всего | Всего | Всего | Всего | Всего | Всего | 202   |

Производство осуществляла фирма Alkett.
5 cm PaK.38 auf Fahrgestell Pz.Kpfw.II Ausf.A-F (Sf), Sd.Kfz.131
Помимо заводов, переделывали танки в самоходные установки и в частях. Наибольший интерес в данном случае представляет конверсия, произведенная силами 559-го батальона истребителей танков летом 1943 года. С 7 по 13 июня в батальон передали 10 Pz.Kpfw.II из состава 12-й танковой дивизии. Орудий 7,5 cm Pak 40 на все машины не хватило, в результате появился интересный гибрид, известный как 5 cm Pak 38 auf Fg.St. Pz.Kpfw.II (Sf). На шасси Pz.Kpfw.II Ausf.F разместили противотанковую пушку Pak 38 вместе со штатным щитом, причем не просто качающуюся часть, а вместе с лафетом, но без станин и колес. Получившуюся конструкцию «обшили» бронёй спереди и с боков. Боезапас разместили в специальных ящиках на надмоторной плите. Судя по имеющимся фотографиям, подобных переделок было несколько.
В сюжете "Северо-Западнее Сталинграда", "Союзкиножурнал", № 83-84, декабрь 1942 года- захваченные советскими войсками "Мардер 2" на шасси "Т-2" ("Pz.Kpfw.II Ausf.D\E"). 

## Marder II в компьютерных играх
Модель (изображение) «Куница II» используется в видео (компьютерных) играх:
- «Мир танков» («World of Tanks»)
- «Наземная война: Танк» (Ground War:Tanks)
- «Быстрая война II» (Блицкриг II)
- «Танковый фронт» (Panzer front, Panzer front bis (PS1))
- «Железное сердце IV» (Hearts of Iron IV)
- «Призыв к оружию — Врата ада: Восточный фронт» (Call to Arms — Gates of Hell: Ostfront)
- «Танковый генерал 2» (Panzer general 2)
- Серия «Ближний бой» (Close combat)
- «Стальной дивизион 2» (Steel division 2)